# Kalaiya
Kalaiya (nep. कलैया नगरपालिका) – miasto w południowo-wschodnim Nepalu; stolica dystryktu Bara. Według danych szacunkowych na rok 2010 liczy 51 591 mieszkańców. Ośrodek przemysłowy.